# Phytoliriomyza spectata
Phytoliriomyza spectata este o specie de muște din genul Phytoliriomyza, familia Agromyzidae, descrisă de Spencer în anul 1977. Conform Catalogue of Life specia Phytoliriomyza spectata nu are subspecii cunoscute.